# 依諾增爵二世
諾森二世（拉丁語：Innocentius PP. II；？—1143年9月24日）本名額我略·帕帕雷斯基（Gregorio Papareschi），1130年2月14日當選教宗，同年2月23日即位至1143年9月24日為止。

## 当选教宗
在教宗何諾二世过世后，众主教将教宗选举交给了由八个人组成的委员会。委员会最终决定由主教Gregorio Papareschi当选新一任教宗，是为意诺增爵二世。 部分樞機宣称意诺增爵二世为非法教宗并集体拥立对立教宗安那克勒图二世。安那克勒图的支持者随即控制了罗马城，并在新的教宗选举中以简单多数票通过了对安那克勒图的任命，使得意诺增爵被迫向北转移。

## 譯名列表
- 二世：天主教香港教區禮儀委員會：禧年專頁 （页面存档备份，存于）作。
- 因特二世：《世界人名翻譯大辭典》1993年版作因诺森特。
- 英二世：《大英簡明百科知識庫》2005年版作英诺森[永久]。
- 二世：香港天主教教區檔案　歷任教宗作诺森。
- 二世：天主教天津教区作。